# 広島西警察署
広島西警察署（ひろしまにしけいさつしょ）は、広島県警察が管轄する警察署の一つ。

## 所在地
- 広島市西区商工センター四丁目1番3号

## 管轄区域
- 広島市西区

## 沿革
- 1987年9月1日：広島中央警察署から広島市西区（西部）を、廿日市警察署から佐伯区を移管して設置。
- 2005年4月25日：佐伯郡湯来町が広島市佐伯区に編入合併されたため、廿日市警察署から同区域を移管。
- 2013年9月2日：佐伯区全域を管轄とする佐伯警察署の開庁に伴い、佐伯区全域を佐伯警察署に移管。また広島中央警察署の管轄（西区の一部）が移管され、広島西警察署の管轄は広島市西区全域となる[1]。

## 交番
（）の中は所在地。
- 己斐交番（広島市西区己斐本町一丁目）
  - 広島市西区のうち己斐中一丁目、己斐西町、己斐本町一丁目 - 三丁目
- 己斐上交番（広島市西区己斐上一丁目）
  - 広島市西区のうち己斐上一丁目 - 六丁目、己斐大迫一丁目 - 三丁目、己斐中二丁目・三丁目、己斐東一丁目・二丁目
- 高須交番（広島市西区高須二丁目）
  - 広島市西区のうち高須一丁目 - 四丁目、高須台一丁目 - 六丁目、古江上一丁目・二丁目、古江西町、古江東町、古田台一丁目・二丁目
- 庚午交番（広島市西区庚午南一丁目）
  - 広島市西区のうち庚午北一丁目 - 四丁目、庚午中一丁目 - 四丁目、庚午南一丁目・二丁目、古江新町
- 草津交番（広島市西区草津南一丁目）
  - 広島市西区のうち井口明神一丁目 - 三丁目、扇一丁目・二丁目、草津梅が台、草津港一丁目 - 三丁目、草津新町一丁目・二丁目、草津浜町、草津東一丁目 - 三丁目、草津本町、草津南一丁目 - 四丁目、商工センター一丁目 - 八丁目、田方一丁目 - 三丁目
- 井口交番（広島市西区井口鈴が台二丁目）
  - 広島市西区のうち井口一丁目 - 五丁目、井口鈴が台一丁目 - 三丁目、井口台一丁目 - 四丁目、井口町、鈴が峰町
- 福島町交番（広島市西区小河内町一丁目）
  - 広島市西区のうち中広町一丁目～三丁目、上天満町、天満町、小河内町一丁目・二丁目、都町、福島町一丁目、福島町二丁目(平和大通り)、観音町、東観音町(平和大通り)、西観音町(平和大通り)
- 横川交番（広島市西区横川新町）
  - 広島市西区のうち大芝一丁目～三丁目、大芝公園、大宮一丁目～三丁目、楠木町一丁目～四丁目、三篠北町、三篠町一丁目～三丁目、三滝町、打越町、横川町一丁目～三丁目、横川新町、新庄町、三滝山、三滝本町一丁目・二丁目、竜王町、山手町
- 観音町交番（広島市西区観音本町一丁目)
  - 広島市西区のうち福島町二丁目(平和大通りを除く)、東観音町(平和大通りを除く)、西観音町(平和大通りを除く)、観音本町一丁目・二丁目、南観音町、南観音一丁目(1番～10番)、南観音二丁目(1番～7番)、南観音三丁目(1番～14番)、南観音四丁目(1番～11番)
- 観音新町交番（広島市西区観音新町二丁目）
  - 広島市西区のうち南観音一丁目(11番～14番)、南観音二丁目(8番、9番)、南観音三丁目(15番、16番)、南観音四丁目(12番、13番)、南観音五丁目～八丁目、観音新町一丁目～四丁目

## 主な未解決事件
- 1999年10月16日に広島市西区草津南一丁目のゲートボール場の休憩所で寝泊まりしていた当時56歳の男性が撲殺された事件[2]。
- 2008年5月22日 - 天満川における新生児被害殺人・死体遺棄事件[3]